# Watton (East Riding of Yorkshire)
Watton is een civil parish in het bestuurlijke gebied East Riding of Yorkshire, in het Engelse graafschap East Riding of Yorkshire met 259 inwoners.